# Jürgen Straub
Jürgen Straub (Alemania, 3 de noviembre de 1953) es un atleta alemán retirado, especializado en la prueba de 1500 m en la que, representando a la República Democrática Alemana, llegó a ser subcampeón olímpico en 1980.

## Carrera deportiva
En los JJ. OO. de Moscú 1980 ganó la medalla de plata en los 1500 metros, con un tiempo de 3:38.80 segundos, llegando a la meta tras el británico Sebastian Coe y por delante de otro británico Steve Ovett (bronce).